# Herbert Ballerina
Luigi Luciano (Campobasso, Ý, 7 tháng 7 năm 1980), được biết đến nhiều hơn với tên gọi Herbert Ballerina là một phát thanh viên, diễn viên, kể từ tháng 1 năm 2011, là đồng chủ trì chương trình phát thanh Lo Zoo di 105, Radio 105 Network.

## Phim Tham Gia

### Phim
- Che bella giornata, (2010)
- Italiano medio, (2015)

### Phim truyền hình
- La Villa di Lato, (2009)
- Drammi Medicali, (2009)